# Alistair Hinton
Pour les articles homonymes, voir Hinton.
Alistair Hinton, né le 6 octobre 1950 à Dunfermline, est un compositeur, érudit et musicologue écossais principalement axé sur l'œuvre de son ami Kaikhosru Shapurji Sorabji.

## Œuvres
Instrument(s) solo et orchestre
- Concerto pour violon no 1, op. 19 (1979)
- Variations pour piano et orchestre, op. 31 (1995–96) [dédié à Donna Amato]

Voix
- Wings of Death (Tagore), op. 9 (1970–71) [soprano solo]
- Five Songs of Tagore, op. 7 (1970, 2012) [soprano solo]

Orchestre
- Sinfonietta, op. 34 (1997)

Orgue
- Pansophiæ for John Ogdon, op. 22 (1990)
- Amatory Offertory, op. 23 (1990)
- Offrande d’Amour, op. 44 (2002)
- Festal Fanfare, op. 45 (2005)

Voix et piano
- Five Songs of Tagore, op. 7 (1970)
- In Solitude — In Plenitude, op. 33 (1996)
- Six Songs, op. 40 (2000)

Musique de chambre
- Trio pour piano no 1, op. 2 (1966)
- Three Pieces for flute, op. 3 (1966)
- Sonatine pour hautbois, op. 4 (1969)
- Trio pour piano no 2, op. 6 (1970)
- Soliloquy for cello, op. 10 (1971)
- Improvisation for violin, op. 12 (1977)
- Quintet à cordes, op. 13 (1969–77)
- Three Page Essay before a Sonata, for oboe and piano, op. 27 (1993)
- Szymanowski-Etiud, op. 32 (1992/96) [pour 18 instruments à vent]
- Conte Fantastique for euphonium and piano, op. 36 (1999)
- Sonate pour violoncelle et piano, op. 37 (1999)
- Quatuor à cordes no 1, op. 38 (1999)
- Passeggiata Straussiana, for euphonium and piano, op. 39 (1999–2000)
- Concerto for 22 instruments, op. 41 (2000/2005)
- Duo pour violon et violoncelle, op. 42 (2001)
- Après une lecture de Liszt, for viola and double bass, op. 43 (2001)
- A Bouquet for DavidandJenifer, for violin, op. 46 (2005)
- Quintet pour piano, op. 47 (1980–2010)
- Fantasiettina, for string trio, op. 48 (2013)

Piano
- Sonate pour piano no 1, op. 1 (1962) [œuvre partiellement perdue]
- Sonate pour piano no 2, op. 5 (1969)
- Capriccio, op. 8 (1970)
- Morceau d'Anniversaire pour Kaikhosru Sorabji, op. 11 (1974)
- Cabaraphrase, op. 14 (1978)
- Sonate pour piano no 3, op. 15 (1978)
- Variations and Fugue on a theme of Grieg, op. 16 (1970–78)
- Little Suite (Six Easy Pieces), op. 17 (1978)
- Sonate pour piano no 4 (Ballade), op. 18 (1978)
- A Birthday Paraphrase for Ronald Stevenson, op. 20 (1980)
- Scottish Ballad, op. 21 (1981) [dédié à Ronald Stevenson]
- Piccola Fantasiettina Canonica, op. 24 (1991)
- Fantasiettina Crittogrammatica, op. 25 (1992) [dédié à Ronald Stevenson]
- Étude en forme de Chopin, op. 26 (1992) [dédié à Marc-André Hamelin]
- Sequentia Claviensis, op. 28 (1993–94) [dédié à Carlo Grante et Kaikhosru Shapurji Sorabji]
- Vocalise-Reminiscenza, op. 29 (1994)
- Sonate pour piano no 5, op. 30 (1994–95)
- Sieben Charakterstücke, op. 35 (1998–2003)
- Cadenza to Piano Concerto no.3, op. 60 [Medtner], op. 35a (1998)

Arrangements
- Three Page Essay before a Sonata, for oboe and piano, op. 27 (1993)